# Condado de San Juan (Utah)

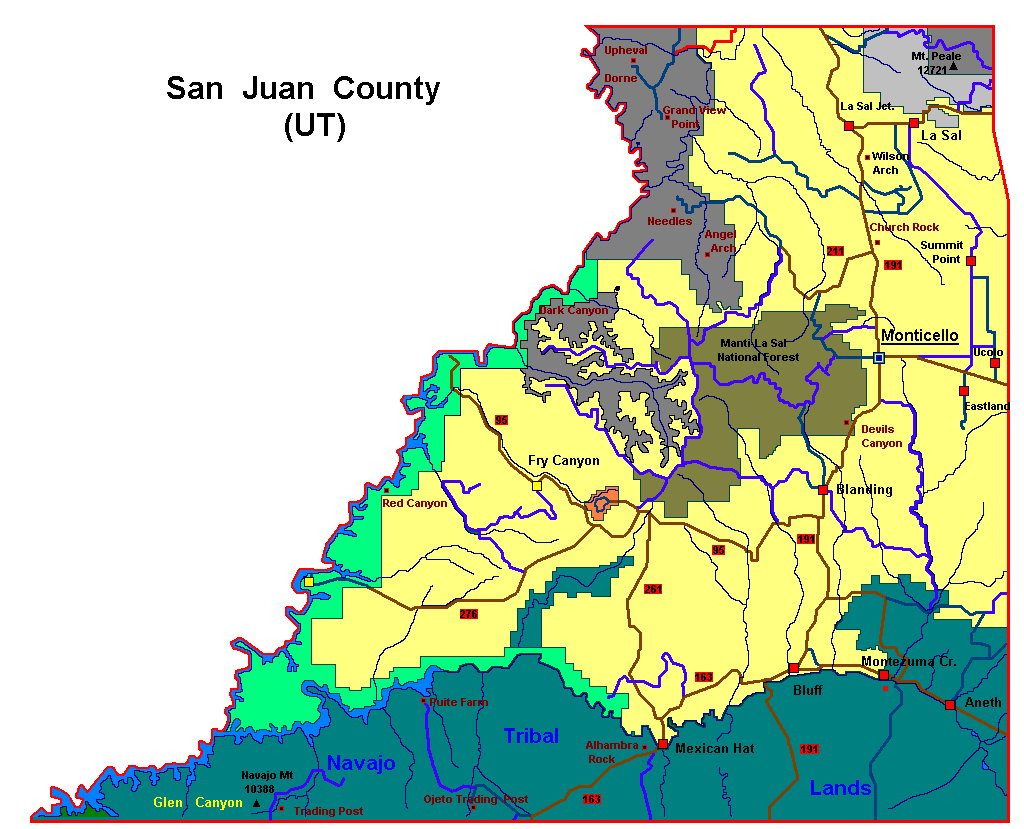
Condado de San Juan (Utah).

El condado de San Juan es un condado del estado de Utah, Estados Unidos. Se estima que en 2005 la población era de 14.104 habitantes, menos que en 2000, cuando figuraban 14.413 habitantes en el censo. La sede es Monticello y la ciudad más grande Blanding. Fue llamado así por el legislativo del estado de Utah por el río San Juan, que recibió a su vez el nombre de los exploradores españoles, en honor de San Juan.

## Geografía
Según la oficina del censo de Estados Unidos, el condado tiene una superficie total de 20.547 km². De los cuales 20.254 km² son tierra y 292 km² (1.42%) están cubiertos de agua.